# سن‌گرایی
سن‌گرایی یا گاهی تبعیض سنی (به انگلیسی: ageism) به کلیشه‌سازی یا تبعیض علیه یک فرد یا گروه به دلیل سنی گفته می‌شود. سن‌گرایی همچنین مجموعه‌ای از باورها، هنجارها و ارزش‌هایی است که برای توجیهِ تبعیض بر اساس سن فرد به کار می‌رود.

## جوان‌گرایی
جوان‌گرایی نوعی گرایش به ترجیح دادنِ افراد جوان به افراد مسن‌تر است. این شامل نامزدهای سیاسی، کاربردهای تجاری و مسائل فرهنگی می‌شود که در قابلیت‌هایی برای جوانان و مسن‌ترها فرض گرفته شده و گروه اول به دومی ترجیح داده می‌شوند.
جوان‌گرایی یکی از انواع سن‌گرایی است. گرایش جوان‌گرایانه می‌تواند به پیرهراسی، یعنی ترس بیمارگون از افراد مسن، منجر شود.